# Tampaksiring (plaats)
Tampaksiring is een plaats in het gelijknamige onderdistrict Tampaksiring van het bestuurlijke gebied Gianyar in de provincie Bali, Indonesië. Het dorp telt 10.479 inwoners (volkstelling 2010). In Tampaksiring ligt ook het Gunung Kawi tempelcomplex.